# Circondario di Dingolfing-Landau
Il circondario di Dingolfing-Landau è uno dei circondari dello stato tedesco della Baviera.
Fa parte del distretto governativo della Bassa Baviera.

## Città e comuni
(Abitanti il 31 dicembre 2023)
| Comuni del circondario | Città 1. Dingolfing (20 927) 2. Landau an der Isar (14 402) | Comuni 1. Eichendorf (6 654) 2. Frontenhausen (4 858) 3. Gottfrieding (2 530) 4. Loiching (3 762) 5. Mamming (3 447) 6. Marklkofen (3 972) 7. Mengkofen (6 092) 8. Moosthenning (5 144) 9. Niederviehbach (2 684) 10. Pilsting (7 283) 11. Reisbach (7 912) 12. Simbach (4 396) 13. Wallersdorf (7 414) |